# تمارض
التمارض أو ادعاء المرض هو ادعاء أو اختلاق أعراض اضطراب نفسي أو جسدي لأسباب مختلفة (كالحصول على تعويض مالي)، وغالباً ما يرتبط التمارض بالاحتيال، أو محاولة أخذ إجازة من المدرسة أو العمل أو الخدمة العسكرية أو الحصول على عقاقير طبية مخدرة أو كمحاولة تخفيف الحكم القضائي في القضايا الجنائية.
التمارض ليس تشخيص طبي. وعادة ما يُصور على أنه يختلف عن أشكال فرط السلوكيات المرضية الأخرى مثل اضطراب الجسدنة و الاضطراب المصطنع (كما في الدليل التشخيصي والإحصائي للاضطرابات النفسية) في ظل غياب اتفاق بين جميع العاملين في مجال الصحة النفسية على هذه الصيغة.
يفترض الفشل في الكشف عن الحالات الفعلية المدعية للمرض عبئا اقتصاديا على أنظمة الرعاية الصحية، وبرامج تعويض العمال؛ وبرامج العجز والإعاقة. وغالباً ما يتسبب مدعي المرض في الضرر بالمرضى الحقيقيين.

## الأعراض
تشمل الأعراض المختلقة الأكثر شيوعًا تلك المصاحبة للإصابات الخفيفة في الرأس، الألم العضلي الليفي، متلازمة التعب المزمن، والألم المزمن. وبشكل عام فإن الذكور عادة ما يشتكون من الاضطرابات النفسية مثل القلق. وقد يأخذ ادعاء المرض في شكل شكاوى من المصع المزمن الناجم عن حوادث السيارات. كما يمكن لمدعي المرض تزييف الأعراض النفسية التي يعاني منها الناجون من الكوارث (اضطراب ما بعد الصدمة).
يستخدم مدعي المرض طرقا متنوعة للتظاهر بأعراض المرض، مثل الإضرار بالذات، أو دراسة أعراض مرض معين (من كتب طبية) ثم محاولة إقناع الطبيب بأنه (أي مدعي المرض) مصاب به، أو تناول العقاقير التي تثير بعض الأعراض الشائعة في بعض الأمراض، أو ممارسة تمرينات فائضة للحث على إجهاد العضلات، أو تناول جرعة زائدة من المخدرات.

## الحدود
يعتقد المشتغلون بالمهن الطبية أنهم قادرون على اكتشاف الخداع، إلا أنهم فشلوا، في دراستين منفصلتين وكان من بينهم أطباء نفسيين، في أداء أفضل من الصدفة عندما طلب منهم اكتشاف مرضى الكذب وادعاء المرض. وفي 12 دراسة أخرى تراوحت معدلات اكتشاف مدعي المرض بين 0 و 25٪. ومن المستحيل اكتشاف ادعاء المرض من منظور سريري.